# Myllenyxis muelleri
Myllenyxis muelleri är en stekelart som först beskrevs av Vollenhoven 1879.  Myllenyxis muelleri ingår i släktet Myllenyxis och familjen brokparasitsteklar. Inga underarter finns listade i Catalogue of Life.